# Jet Set Radio
Jet Set Radio (яп. ジェットセットラジオ Дзэтто Сэтто Радзио), в Северной Америке известная как Jet Grind Radio — видеоигра для приставки Dreamcast, выпущенная в 2000 году. Разработана Smilebit, выпущена Sega. В 2004 году игра была выпущена для портативной приставки Game Boy Advance, а в 2012 году состоялся выход Dreamcast-версии на PlayStation 3, PlayStation Vita, Xbox 360 и ПК через сетевые сервисы PlayStation Network, Xbox Live и Steam, а также на Android и iOS.
Jet Set Radio является первой игрой, в которой используется технология сэл-шейдинг.

## Сюжет

Титульный экран игры (североамериканская версия для Dreamcast).

Игра начинается в Сибуе, где появляется диджей пиратской радиостанции Токио-то Профессор К. Он объясняет основы жизни в Токио для «Руди» (англ. Rudie) — молодых людей, которые бродят по улицам, наносят граффити и катаются на роликовых коньках в качестве средства самовыражения. В сюжетной линии через радио «Jet Set Radio» Профессор К будет повествовать некоторые части игры.
Однако молодых людей преследует полицейский, капитан Онисима. Наряду с Онисимой проблемы создаёт команда «SWAT» и Годзи Роккаку. Игрок начинает игру за 17-летнего Бита, который убежал из дома, как и многие другие японские руди. Чтобы победить соперничающих банд, Бит решил тоже создать свою группировку. Сначала к нему присоединяются Гам и Таб, позже к ним могут приходить и другие люди.
После побед над другими бандами они передают своё имущество и предоставляют места для рисования граффити, а также так называемое «удовольствие» (англ. treat).

## Игровой процесс
Город разделен на три части: Сибуя-тё, Бэнтэн-тё и Коганэ-тё, в каждый из которых действие игры проходит в разное время суток. Сибуя является торговым районом, действие которого происходит днём, Бэнтэн — место развлечений, действие которого разворачивается ночью, а Коганэ является жилым районом, где постоянно закат. В каждом из этих районов игрок будет сталкиваться с конкурирующими бандами или полицейскими, над каждым из которых надо одержать победу или убежать.
После того, как Бит создаёт банду, игрок может рисовать с помощью геймпада приставки граффити на стенах и собирать балончики с краской в разных местах районов. За это игроку начисляются очки. Повествовать отдельные части игры будет диджей радиостанции «Jet Set Radio» Профессор К.

## Разработка
Об игре Jet Set Radio было впервые объявлено на выставке «Tokyo Game Show» в 1999 году, где она и вызвала восторг игроков и журналов благодаря использованию революционной в то время технике сэл-шейдинг, где трёхмерные модели и объекты становилось «мультяшными». Jet Set Radio была впервые выпущена в Японии 29 июня 2000 года. Граффити были нарисованы художником Inkie, который был главой компании Sega по творческому дизайна того времени.
В США игра продавалась как Jet Grind Radio, так как Sega не хотела решать проблемы по поводу названия.
22 февраля 2012 года Sega в своём блоге и на своём канале YouTube выложила видео под названием «Угадай, кто вернулся?» (англ. Guess Who’s Back?), где звучала музыка из Jet Set Radio. Позже было объявлено о переиздании игры, которое будет доступно для PlayStation Network, Xbox Live Arcade и Steam летом 2012 года. В связи с этим Sega проводит конкурс, где каждый участник может показать свои способности в граффити. Лучшие граффити будут присутствовать в игре.

## Версии и выпуски

Японская обложка De La Jet Set Radio

Европейская обложка игры Jet Set Radio для Game Boy Advance

Японская версия игры под названием Jet Set Radio была выпущена 29 июня 2000 года. 1 января 2001 года эксклюзивно для Японии было выпущено обновление под названием De La Jet Set Radio, где были исправлены баги, и добавлена музыка, которая звучала в североамериканской версии. Первоначально обновление было доступно только через специальный магазин «Sega Direct», но потом продавалась в обычных отделах.
В США игра вышла под названием Jet Grind Radio 30 октября 2000 года. Данная версия направлена на популярность игры для западной аудитории. В ней имеются две новые карты города «Grind City», а также добавлена новая музыка. Эта версия также позволяет пользователю подключиться к Интернету через сервис SegaNet, также в ней имеется возможность загрузить и скачивать граффити.
Версия для Game Boy Advance была разработана студией Vicarious Visions и выпущена 26 июня 2003 года в США и 20 февраля 2004 года в Европе, и в отличие от оригинальной игры не выходила в Японии. Она включает в себя 3 основных уровня из версии для Dreamcast («Kogane Cho», «Benten Cho» и «Shibuya Cho») и выполнена в изометрической графике.
Осенью 2012 года состоялся выход переиздания игры для PlayStation 3, Xbox 360 и ПК посредством сервисов цифровой дистрибуции PlayStation Network, Xbox Live Arcade и Steam. Релиз игры на PlayStation 3 состоялся 18 сентября 2012 года на территории США и 19 сентября на территории Европы, однако подписчики службы PlayStation Plus могли получить игру на неделю раньше — 11 и 12 сентября соответственно. На сервисах Xbox Live Arcade и Steam Jet Set Radio была выпущена 19 сентября. Релиз игры на PlayStation Vita был запланирован на 16 октября в США и 19 октября в Европе, но в результате состоялся на месяц позже — 20 и 21 ноября соответственно. Версия игры на iOS и Android была выпущена 29 ноября. В отличие от предыдущих изданий, все перечисленные версии игры носят название Jet Set Radio вне зависимости от региона.
В эту версию была добавлена поддержка правого стика на геймпаде, который отсутствовал у контроллера Dreamcast, чтобы управлять камерой, но функции обмена и передачи граффити в переиздании нет. В версии для PlayStation Vita был задействован сенсорный экран. Версии для Android и iOS включают в себя поддержку службы OpenFeint и Retina-дисплеев, а также возможность использования изображений, снятых на камеру, в качестве граффити. Первоначально предполагалось, что из-за авторских прав часть треков будут отсутствовать, однако, в конце концов все песни из всех трёх региональных версий (кроме «Yappie Feet» и «Many Styles») были включены в игру.

## Саундтрек
Альбом Jet Set Radio Original Sound Tracks (яп. ジェットセットラジオオリジナル·サウンドトラック Дзэтто Сэтто Радзио Оридзинару Саундоторакку) был выпущен 20 декабря 2000 года лейблом Universal Music Japan. Музыка была написана композитором Хидэки Наганумой. Альбом содержит 19 треков. Музыкальное сопровождение игры получила множество похвал от игровых критиков за оригинальность.
| №                   | Название                              | Длительность |
| ------------------- | ------------------------------------- | ------------ |
| 1.                  | «Rob Zombie Dragula»                  | 4:40         |
| 2.                  | «Rob Zombie What Lurks On Channel X»  | 4:06         |
| 3.                  | «Jurassic 5 Improvise»                | 3:29         |
| 4.                  | «Mix Master Mike Patrol Knob»         | 1:39         |
| 5.                  | «Cold Just Got Wicked»                | 4:01         |
| 6.                  | «Professional Murder Music Slow»      | 3:59         |
| 7.                  | «Shuvel Set It Off»                   | 3:57         |
| 8.                  | «Shuvel Hit List»                     | 3:43         |
| 9.                  | «Lefty Girls»                         | 2:40         |
| 10.                 | «Jurassic 5 Improvise (Instrumental)» | 3:35         |
| Общая длительность: | Общая длительность:                   | 35:49        |

| №                   | Название                             | Музыка                    | Длительность |
| ------------------- | ------------------------------------ | ------------------------- | ------------ |
| 1.                  | «Let Mom Sleep»                      | Хидэки Наганума           | 2:53         |
| 2.                  | «Humming The Bassline»               | Хидэки Наганума           | 2:56         |
| 3.                  | «That’s Enough»                      | Хидэки Наганума           | 3:46         |
| 4.                  | «Everybody Jump Around»              | Ричард Жак                | 4:10         |
| 5.                  | «Sneakman»                           | Хидэки Наганума           | 3:53         |
| 6.                  | «Bout The City»                      | С.Форемен и Шиана Форемен | 3:43         |
| 7.                  | «Mischievous Boy»                    | Майкл Харрисон            | 2:15         |
| 8.                  | «Sweet Soul Brother»                 | Хидэки Наганума           | 2:56         |
| 9.                  | «Rock It On»                         | Хидэки Наганума           | 3:46         |
| 10.                 | «Yellow Bream»                       | Рич Валли и Карл Гонзарез | 3:16         |
| 11.                 | «Electric Tooth Brush»               | Toronto                   | 4:17         |
| 12.                 | «Funky Radio»                        | B.B.Rights                | 3:28         |
| 13.                 | «Moody’s Shuffle»                    | Хидэки Наганума           | 1:18         |
| 14.                 | «Grace & Glory»                      | Хидэки Наганума           | 3:18         |
| 15.                 | «Jet Set Medley»                     | Хидэки Наганума           | 6:49         |
| 16.                 | «Jet Set Station/Toronto feat. Dj-K» | Toronto                   | 0:11         |
| 17.                 | «Jet Set Groove #1»                  | Хидэки Наганума           | 0:10         |
| 18.                 | «Jet Set Groove #2»                  | Хидэки Наганума           | 0:10         |
| 19.                 | «Data Track»                         | Хидэки Наганума           | 4:26         |
| Общая длительность: | Общая длительность:                  | Общая длительность:       | 57:41        |

## Оценки и мнения
| Сводный рейтинг       | Сводный рейтинг | Сводный рейтинг | Сводный рейтинг | Сводный рейтинг | Сводный рейтинг  |
| Издание               | Оценка          | Оценка          | Оценка          | Оценка          | Оценка           |
| Издание               | Dreamcast       | GBA             | PC              | PS3             | Xbox 360         |
| --------------------- | --------------- | --------------- | --------------- | --------------- | ---------------- |
| GameRankings          | 91,90 %         | 75,73 %         | N/A             | 71,36 %         | 71,24 %          |
| Game Ratio            | 91 %            | 73 %            | N/A             | N/A             | N/A              |
| Metacritic            | 94/100          | 74/100          | N/A             | 75/100          | 71/100           |
| MobyRank              | 92/100          | 76/100          | N/A             | N/A             | N/A              |
| Иноязычные издания    |                 |                 |                 |                 |                  |
| Издание               | Оценка          | Оценка          | Оценка          | Оценка          | Оценка           |
| Издание               | Dreamcast       | GBA             | PC              | PS3             | Xbox 360         |
| Edge                  | N/A             | 4/10            | 8/10            | 8/10            | 8/10             |
| EGM                   | 9/10            | N/A             | N/A             | N/A             | N/A              |
| Eurogamer             | N/A             | N/A             | 9/10            | 9/10            | 9/10             |
| G4                    | N/A             | N/A             | N/A             | 3/5             | 3/5              |
| Game Informer         | 8,25/10         | 7/10            | 6,50/10         | 6,50/10         | 6,50/10          |
| GamePro               | 4,5/5           | 4/5             | N/A             | N/A             | N/A              |
| GameRevolution        | A-              | N/A             | N/A             | N/A             | N/A              |
| GameSpot              | 9,0/10          | 7,6/10          | N/A             | N/A             | 4,5/10           |
| GameSpy               | N/A             | 71/100          | N/A             | N/A             | N/A              |
| GamesRadar+           | N/A             | N/A             | [ 39 ]          | [ 39 ]          | [ 39 ]           |
| GameTrailers          | N/A             | N/A             | N/A             | N/A             | 7,0/10           |
| GameZone              | N/A             | 8,5/10          | N/A             | N/A             | N/A              |
| IGN                   | 9,6/10          | 8,5/10          | N/A             | 7,5/10          | 7,5/10           |
| OXM                   | N/A             | N/A             | N/A             | N/A             | 9,0/10 7/10 (UK) |
| Play (UK)             | N/A             | 4/5             | N/A             | N/A             | N/A              |
| GameStats             | 9,0/10          | 7,7/10          | N/A             | N/A             | N/A              |
| Русскоязычные издания |                 |                 |                 |                 |                  |
| Издание               | Оценка          | Оценка          | Оценка          | Оценка          | Оценка           |
| Издание               | Dreamcast       | GBA             | PC              | PS3             | Xbox 360         |
| «Страна игр»          | N/A             | 8,0/10          | N/A             | N/A             | N/A              |

Версия игры для Dreamcast получила очень хорошие оценки от журналов и сайтов. Многие из них высоко оценили её стиль и саундтрек. Критики также приветствовали упрощённый стиль аркадных игр. IGN поставил Jet Set Radio 9,6 балла из 10 возможных, критикуя камеру и отсутствие многопользовательского режима.
Версия для Game Boy Advance также получила хорошие оценки. Из основных недостатков критики выделили отсутствие улиц и площади «Гринд», и из-за невозможности выбора граффити.
Несмотря на высокие оценки от критиков и инновации, игра продавалась плохо, в первую очередь из-за плохих продаж приставки Dreamcast. Ремейк 2012 года выступил лучше; версия для Xbox 360 в первую неделю продаж заняла 2 место среди самых скачиваемых игр на Xbox Live Arcade.
Летом 2018 года, благодаря уязвимости в защите Steam Web API, стало известно, что точное количество пользователей сервиса Steam, которые играли в игру хотя бы один раз, составляет 533 153 человека.

### Награды и номинации
- E3 2000 «Game Critics Awards»: лауреат за лучшую игру на приставке. Игра заняла второе место в номинации «Лучшее Шоу».
- Game Developers Choice Awards 2001: Победитель в номинации за «передовой опыт в области изобразительного искусства и игровых инноваций». Номинировалась на «игру года».
- 4-й ежегодный Interactive Achievement Awards (2001): номинировалась на «дизайн игры», «игра года», «игра года на приставке», «приставочные новшества», «оригинальные музыкальные композиции», «звуковой дизайн» и «визуальная инженерия».
- В 2009 году главный антагонист игры капитан Онисима занял 95 место в топе «100 злодеев видеоигр» по версии IGN[52].
- В 2009 году игра заняла 4 место в топе «7 лучших игр для Dreamcast всех времён» по версии сайта GamesRadar[53]. В похожем топе 2012 года того же сайта, Jet Grind Radio была помещена на 6 позицию[54].
- В 2011 году тот же сайт в топе «7 серий Sega, которые мы хотим вернуть» поместил Jet Set Radio на 2 место[55].

## Продолжение
Продолжение, но в то же время и приквел к Jet Set Radio, Jet Set Radio Future, был разработан для Xbox и выпущен в Японии 22 февраля 2002 года, в Северной Америке, 25 февраля 2002 года (под названием JSRF: Jet Set Radio Future) и в Европе 14 марта 2002 года, во время запуска приставки. Стиль игры и сэл-шейдинг сохранились, как в первой части, хотя и несколько улучшились благодаря аппаратной части Xbox.

### Прочие появления персонажей
Персонажи Бит и Гам появляются в Sega Superstars Tennis. Также по игре был сделан теннисный корт. Бит (с внешностью из Jet Set Radio Future) — играбельный персонаж в Sonic & Sega All-Stars Racing. В сиквеле Sonic & All-Stars Racing Transformed Бит и Гам являются игровыми персонажами, но дизайн первого в этой игре взят из оригинала. Как и в Sega Superstars Tennis, Sonic & Sega All-Stars Racing и Sonic & All-Stars Racing Transformed имеют несколько трасс, основанных на игре Jet Set Radio. Годзи Роккаку появляется в качестве камео в игре Yakuza. Также Бит появился в № 45 комикса Sonic Universe, который является адаптацией Sonic & All-Stars Racing Transformed.